# Крылья свободы
«Крылья свободы» (яп. 自由の翼 ) — тридцатый эпизод расширенной версии четвëртого сезона аниме-сериала «Атака титанов».

## Сюжет
Пока Эрен Йегер ведëт армию колоссальных титанов, он размышляет о том, что с самого рождения стена перед глазами раздражала его. Армин Арлельт рассказывал ему о фантастических землях за стенами, и Эрен представлял, что люди, которые могли бы стать свидетелями подобных вещей, были бы самыми свободными людьми в мире. Теперь он добрался до этого вида, и они усеяны телами тех, кого раздавили титаны.
После наступления темноты корабль разведчиков прибывает в Одиху, из которой население было эвакуировано ещё до прибытия титаноа. Пока солдаты Разведкорпуса, марлийские Воины и клан Адзумабито работают над подготовкой летающей лодки, Армин предлагает им взять взрывчатку, чтобы позже взорвать ею шею Титана Судного дня.
По прошествии ночи Фалько Грайс приходит в себя и понимает, что Тео Магат и, вероятно, вся его семья, мертвы, поскольку титаны уже сравняли с землëй большую часть Марли. Пик Фингер хочет утешить его, но не находит нужных слов.
На улице Микаса предлагает Энни попрактиковаться с новым снаряжением для пространственного маневрирования, поскольку она к нему ещё не привыкла, но Энни не видит в этом смысла. Она не планирует продолжать работать с ними и не стремится спасать человечество. Энни сочувствует Адзумабито, которые так усердно работают ради любой возможности спасти свою страну, но у неё больше нет воли к борьбе.
Микаса замечает, что Энни смотрит на Армина, и спрашивает, когда «это» между ними произошло. Хотя Энни не склонна делиться, Микаса сочувствует Энни и говорит, что она не одна. Но Армин сядет с ними на летающую лодку, чтобы преследовать Эрена. Энни всё прекрасно понимает и спрашивает Микасу, убьëт ли она Эрена, чтобы спасти человечество. Микаса говорит, что не убьёт. Он просто отдалился от них, и она намерена его вернуть.
Леви Аккерманн самостоятельно встал с кровати, несмотря на свои обширные травмы, потому что он хочет быть на допросе Елены, которая очнулась после перелома руки.
Отвечая на вопросы собравшихся на корабле солдат, Елена рассказывает им о крепости в горах южной части Марли, связанной со строительством дирижаблей. Она подозревает, что это будет следующей целью Эрена. Он захочет устранить опасность, которую представляют дирижабли.
Елена признаёт, что в конкуренции между двумя братьями Зик проиграл, но пытается в последний раз убедить группу, что то, что сейчас делает Эрен, является доказательством того, что план эвтаназии был единственным правильным решением. Ханджи Зое соглашается с этим фактом.
Когда объединëнные силы готовятся к отплытию, Пик просит Киëми Адзумабито взять Фалько и Габи с собой, когда она уплывëт на их корабле. Она запрëт двоих детей в каюте, чтобы они не могли выйти.
Как только восходит Солнце, Ханджи просит разведчиков проверить их снаряжение, но рука Леви дрожит, когда он смотрит на свою рукоятку, учитывая отсутствие трёх пальцев. Несмотря на это, он говорит, что двух ему достаточно.
Неподалеку Воины прощаются с Энни, а Райнер приносит извинения за то, что заставил её и Бертольда продолжить их миссию по захвату Прародителя, когда они могли бы вместо этого отправиться домой. Энни говорит ему, что ей несколько раз приходилось сдерживаться, чтобы не убить его, но улыбается. Он просит её позаботиться о Габи и Фалько, и она соглашается. Разведчики машут ей, когда она поднимается на борт корабля.
Пик говорит Ханджи, что она и Райнер хотят отправиться с ними, следуя желанию покойного маршала Магата. Ханджи соглашается принять, а Пик отклоняет просьбу прокатиться на Титана-перевозчике, в результате чего Леви отмечает, что привязанность Ханджи к титанам по-прежнему безответна. Ханджи спрашивает Леви.
Члена клана Адзумабито начинают заправлять летающую лодку, вто мгновение Флок Форстер, пошатываясь от ранений, входит в заднюю часть ангара. Он стреляет в летающую лодку и экипаж, пока Микаса не использует свой УПМ, чтобы всадить один из крюков ему в шею, но к тому времени ему удаётся проколоть топливный бак лодки. Члены клана Адзумабито работают быстро, чтобы залатать дыру, но им для это нужен хотя бы час. Земля начала трястись под ними. Флок умирает, за мгновение до смерти всё ещё веря в свое дело по спасению Элдии.
Когда Армина спросили о плане борьбы с надвигающимися титанами, он вызвался остаться и замедлить их. Райнер не согласился, говоря, что Армин понадобится им в сражении с Эреном в виде их главного козыря, и Райнер предлагает свою кандидатуру. Ханджи заявляет, что Райнер тоже не останется и что им всём нужно сохранить свою силу титанов. Как их лидер, Ханджи возьмёт на себя ответственность за то, что привела их к этому моменту. Она назначает Армина следующим командиром Разведкорпуса и в момент легкомыслия напоминает Армину, что Леви теперь его подчинённый и что он должен усердно работать с ним.
Когда Ханджи уходит, она проходит мимо Леви, объясняя ему, что теперь её очередь и она хочет уйти как можно круче. Понимая, что не сможет её остановить, Леви отпускает её, не прося ничего, кроме того, как посвятить своё сердце. Он говорит фразу, которую никогда раньше не использовал при других.
Ханджи сражается в одиночку, свергая передовых титанов, чтобы выиграть экипажу достаточно времени для заправки летающей лодки. Жар, исходящий от титанов, огромен, он поджигает плащ Ханджи, от огня взрывается УПМ и горящая Ханджи падает на землю. Однако и летающей лодке, и кораблю удаётся покинуть гавань.

## Отзывы
Телезрители восприняли эпизод «Крылья свободы» крайне положительно. В основном, это связано с «блестящей» сценой со смертью Ханджи. Среди поклонников аниме в интернет-пространстве создавалось множество записей, повторов, каверов на эту сцену и саундтрек Bauklötze.
Критик сайта The Geekiary Джейми Суга посчитала вторую часть «Финальных глав» «Грешники» (эпизод «Крылья свободы» назывался «Грешники» в первом спецэпизоде) одной из лучших серий за весь четвёртый сезон. По мнению Суги, в серии было много приятных и забавных моментов. Но в первую очередь самой лучшей была сцена со смертью Ханджи, которая, по словам критика, является одной из лучших сцен всего сериала, вызывающей бурю невероятных эмоций.

### Комментарии
1. ↑  В спецэпизоде — «Грешники»